# La Force mystérieuse
La Force mystérieuse est un roman de science-fiction de l'écrivain français J.-H. Rosny aîné publié en feuilleton de janvier à mai 1913 dans la revue mensuelle Je sais tout. Il paraît en format relié en 1914 aux éditions Plon, puis en 1924 dans une version abrégée chez Georges Crès. Il raconte l'apparition d'un phénomène d'origine inconnue qui se met à affecter le comportement de la lumière et ses conséquences dramatiques pour l'humanité.

## Intrigue
Un phénomène d'origine inconnue frappe la Terre et affecte le comportement de la lumière, qui est amputée des « rayons violets ». Ce terrible événement entraîne un comportement frénétique de révoltes et d'émeutes chez tous les êtres vivants. Alors que la situation semble redevenir normale, malgré une baisse drastique de la population mondiale, les savants rescapés, Langre et Meyral, s'installent à Roche-sur-Yonne pour étudier les altérations biologiques qui résultent de ce cataclysme.

## Analyse de l'œuvre
Qualifié de « chef-d'œuvre du merveilleux scientifique » par les essayistes de science-fiction Guy Costes et Joseph Altairac, Rosny aîné revendique pour son ouvrage un statut de roman scientifique, notamment en le dédicaçant au physicien Jean Perrin et au mathématicien Émile Borel. En effet, l'auteur émet, à travers le savant Langre, une explication scientifique à ce cataclysme planétaire : celui-ci aurait été provoqué par la rencontre de la Terre avec un autre monde invisible.
Si le traitement littéraire de Rosny aîné est véritablement original, son thème ne l'est pas totalement, puisque l'idée d'une atmosphère cométaire qui provoque de profonds troubles dans l'humanité apparaît chez H. G. Wells dans la nouvelle Au temps de la comète (1906). Dans celle-ci, l'arrivée d'une comète provoque le mélange de son atmosphère à celle de la Terre et modifie le comportement des êtres humains, leur procurant une volonté de bienfaisance.

## L'Incident Conan Doyle - Rosny aîné
Le roman de Rosny aîné sort en feuilleton concomitamment à la publication de La Ceinture empoisonnée d'Arthur Conan Doyle. En effet, alors que La Force mystérieuse paraît entre janvier et mai 1913, le roman de l'auteur anglais est publié dans la revue The Strand Magazine de mai à juillet 1913. Certains critiques français relèvent à la sortie des romans de nombreuses similitudes entre les deux œuvres et s'interrogent sur une possible influence de l'auteur français sur le Britannique.
Ainsi, les deux récits narrent les conséquences sur l'humanité de la rencontre de l'atmosphère d'une comète à celle de la Terre. Néanmoins, si chez Rosny aîné les conséquences sont dramatiques, chez Doyle, le phénomène ne provoque qu'un assoupissement temporaire des êtres humains. Cette inspiration aurait été permise, selon l'essayiste de science-fiction Pierre Versins, car Conan Doyle maîtrisait la langue française. Néanmoins, le plagiat semble peu probable, principalement en raison du court délai entre la parution des deux œuvres. Lors de la sortie de La Force mystérieuse en volume en 1914, Rosny aîné publie cependant un « avertissement » dans lequel il prévient ses lecteurs de la similitude entre les deux œuvres et atteste que le récit de Conan Doyle est plus tardif, afin de ne pas être accusé d'avoir plagié son confrère anglais.

## Éditions
Deux versions du récit ont été publiées. La version originale est publiée dans la revue mensuelle Je sais tout en 1913, tandis qu'une version abrégée paraît en 1924.

### Version intégrale
- Je sais tout du no 96 du 15 janvier 1913 au no 100 du 15 mai 1913 (ill. Marcel Lecoultre).
- Éditions Plon, 1914.
- Ferenczi & fils, coll. « Le Livre Moderne illustré » no 248, 1936 (ill. Claude Escholier).
- Éditions Marabout, coll. « Marabout science-fiction » no 411, 1972, dans le recueil La Force mystérieuse suivi de Les Xipéhuz.
- Éditions Petite bibliothèque Ombre, coll. « Les Classiques de l'Utopie et de la Science-Fiction » no 108, 1997
- Nouvelles Éditions Oswald, coll. « fantastique - SF - aventure » (ill. Jean-Michel Nicollet), 1982, dans le recueil La Force mystérieuse, suivi de Les Xipéhuz.
- Infolio éditions, coll. « Microméga » no 2, 2011 (ill. Christophe Martin).

### Version abrégée
- Éditions Crès, coll. « Les Maîtres du Livre » no 113, 1924, dans le recueil Les Autres vies et les autres mondes.
- Hachette/Gallimard, coll. « Le Rayon fantastique » no 79, 1961, dans le recueil Quatre pas dans l'étrange (couv. de Jean-Claude Forest).
- Bragelonne,  coll. « Les Trésors de la SF », 2012, dans le recueil La Guerre des règnes.